# Temple d'Osiris (Karnak)
Pour les articles homonymes, voir Temple d'Osiris.
Le temple d'Osiris, aussi appelé temple d'Opet, situé à Karnak est un temple égyptien voué au culte d'Osiris. Il se trouve au sud-ouest de l'enceinte d'Amon-Rê du temple de Karnak. Il est presque accolé à l'ouest du temple de Khonsou.
Ce temple, tel que nous le connaissons aujourd'hui, a été construit par Ptolémée VIII Évergète II sur l'emplacement d'un temple plus ancien datant de la XVIIIe dynastie sous les pharaons Thoutmôsis III et son successeur Amenhotep II, réaménagé à la XXVe dynastie par Taharqa.
Contrairement au nom qu'il porte, c'était donc moins la déesse Opet qui y était honorée que la triade thébaine : Osiris-Isis-Horus.
À la Troisième Période intermédiaire et à la Basse époque, il y a un développement intense du culte osirien avec un épanouissement à Thèbes et les activités architecturales menées durant les dynasties koushite puis saïte concernent précisément le temple d'Opet.
Ce temple est actuellement l'objet de fouilles et de restaurations menées par le Centre franco-égyptien d'étude des temples de Karnak dans le cadre de la collaboration franco-égyptienne (CNRS et Conseil suprême des Antiquités égyptiennes).